# Grotegaste
Grotegaste is een één meter boven zeeniveau gelegen dorpje in het landkreis Leer in de Duitse deelstaat Nedersaksen. Bestuurlijk valt het dorp onder de gemeente Westoverledingen. Het ligt in het uiterste westen van de gemeente, aan de oostoever van de Eems. Vlakbij ligt het gehucht Lütjegaste.
Het dorp is ontstaan op een zandrug (gast). De huidige Johannes de Doperkerk, gelegen op een warft dateert uit 1819. Deze heeft een middeleeuwse voorganger gehad. In de toren hangen de klokken uit die oudere kerk, uit 1352 en 1364.
- Gemeinsame Normdatei: 4383559-4
- Nationale Bibliotheek van Israël: 987007535872605171
- Virtual International Authority File: 148207052